# Hephaistosit
Hephaistosit (Campostrini & al., 2008), chemický vzorec TlPb2Cl, je jednoklonný minerál. Původ jména: Hephaistos - bůh ohně.

## Původ
Výkvět na stěnách vysokoteplotních fumarol.

## Morfologie
Agregáty tabulkovitých krystalů.

## Vlastnosti
- Fyzikální vlastnosti: Hustota 5,932 g/cm³, štěpnost chybí.
- Optické vlastnosti: Barva: světle žlutá, průhlednost: průhledný.
- Chemické vlastnosti: Složení: Tl 23,78 %, K 0,01 %, Pb 51,78 %, Cl 21,40 %, Br 1,34 %, F 0,17 %,

## Naleziště
- Itálie – La Fossa (kráter) (ostrov Vulcano) ve fragmentech alterované brekcie ve vysokoteplotní fumarole